# Назяр
Назяр (тат. Наҗар) — село Агрызского района Республики Татарстан. Входит в состав Терсинского сельского поселения.

## Этимология
Топоним произошёл от антропонима «Наҗар».

## История
Известно с 1646 года как владение помещиков Яушевых. Название — от антропонима. В ранних источниках упоминается также под названием Назярбаш. По II ревизии 1748 года в деревне было 23 ревизских души ясачных татар, она принадлежала Арской дороге. 
В «Списке населённых мест Российской империи», изданном в 1876 году, населённый пункт упомянут как казённое сельцо Назяры 2-го стана Елабужского уезда Вятской губернии, при реке Иж, расположенная в 90 верстах от уездного города Елабуга. В сельце насчитывалось 50 дворов и проживало 395 человек (200 мужчин и 195 женщин), была мечеть.
В 1887 году в сельце Назяры Терсинской волости Елабужского уезда проживало 363 человека (197 мужчин, 166 женщин) бывших помещичьих крестьян в 85 дворах, а также 50 человек (24 мужчины, 26 женщин) государственных крестьян в 12 дворах. Все они были татарами. Земельный надел сельца составлял 727,6 десятины, у жителей имелось 104 лошади (из них 82 рабочих), 65 коров и 318 единиц мелкого скота (овец, свиней и коз). 116 человек занимались местными промыслами (в том числе 30 извозчиков брёвен), 36 человек — отхожими промыслами в основном в своем уезде (из них 11 корьевщиков). Грамотных и учащихся не было.
По переписи 1897 года в селе Назары проживало 530 человек (281 мужчина, 249 женщин), все магометане.
В начале XX века здесь имелись мечеть, медресе, земская русско-татарская школа. С 1921 года Назяр перешёл в состав Агрызского кантона ТАССР, с 1924 — в состав Елабужского кантона, с 1927 года — в состав Агрызского района (в 1948 году — единственный населённый пункт Назярского сельсовета, с 1 февраля 1963 года по 4 марта 1964 года — в Елабужском сельском районе).

## Географическое положение
Село расположено в 7 км к юго-востоку от центра поселения, села Терси, при впадении реки Назарка в реку Иж, у границы с Удмуртией. Расстояние до города Агрыз составляет по автодорогам 32 км на север.

### Часовой пояс
Село Назяр, как и весь Татарстан, находится в часовой зоне МСК (московское время). Смещение применяемого времени относительно UTC составляет +3:00.

## Демография
| 1762 | 1859 | 1887 | 1920 | 1926 | 1938 | 1958 | 1970 | 1989 | 2002 | 2010 |
| ---- | ---- | ---- | ---- | ---- | ---- | ---- | ---- | ---- | ---- | ---- |
| 163  | 395  | 413  | 709  | 550  | 527  | 271  | 213  | 137  | 96   | 99   |

Национальный состав
Согласно результатам переписи 2002 года, в национальной структуре населения татары составили 100 %.

## Инфраструктура
Имеются фельдшерский пункт, магазин. До недавнего времени действовал клуб. Из производств имеется пилорама, ферма КРС, машинно-тракторный парк, недействующий зерноток. Неподалеку от села находятся кладбище и сибиреязвенный скотомогильник.

## Улицы
В селе пять улиц — Колхозная, Набережная, Песочная, Центральная и Школьная.